# Маньи-ле-Жюсе
Маньи́-ле-Жюсе́ (фр. Magny-lès-Jussey) — коммуна во Франции, находится в регионе Франш-Конте. Департамент — Верхняя Сона. Входит в состав кантона Жюсе. Округ коммуны — Везуль.
Код INSEE коммуны — 70320.

## География
Коммуна расположена приблизительно в 290 км к юго-востоку от Парижа, в 70 км севернее Безансона, в 30 км к северо-западу от Везуля.

## Население
Население коммуны на 2010 год составляло 116 человек.
| 1962 | 1968 | 1975 | 1982 | 1990 | 1999 | 2010 |
| ---- | ---- | ---- | ---- | ---- | ---- | ---- |
| 193  | 177  | 188  | 147  | 138  | 123  | 116  |

## Экономика
В 2010 году среди 67 человек трудоспособного возраста (15—64 лет) 53 были экономически активными, 14 — неактивными (показатель активности — 79,1 %, в 1999 году было 68,4 %). Из 53 активных жителей работали 47 человек (26 мужчин и 21 женщина), безработных было 6 (4 мужчины и 2 женщины). Среди 14 неактивных 7 человек были учениками или студентами, 5 — пенсионерами, 2 были неактивными по другим причинам.